# Сиахкох
Сиахкох, или Сиях-Кух, е планински хребет в Западен Афганистан, простиращ се в северозападната част на Средноафганските планини, заемащи източната част на обширната Иранска планинска земя. Простира се от североизток на югозапад около 200 km между горните течения на реките Фарахруд на югоизток и Харутруд на северозапад. Максималната му височина е 3314 m. Изграден е предимно от шисти и пясъчници. Състои се от няколко успоредни планински вериги, с широко развити пенеплени. Склоновете му са заети от полупустини и пустини. Названието „Сиахкох“ често се употребява за обозначаване на цялата система от хребети, разположени южно от долината на река Херируд.